# アメリカ合衆国の外交史
本稿ではアメリカ合衆国の外交の歴史を扱う。アメリカ独立戦争から現在までその主要な流れは、「自由の帝国」、民主主義の促進、大陸全体への領土拡大、自由陣営国際主義の促進および第二次世界大戦と冷戦を通じた競合だった。

## 独立戦争 1776年–1789年
1776年の独立宣言から1789年の憲法成立までのアメリカ合衆国（以下「アメリカ」）の外交は、大陸会議（後に連合会議）が管理する連合規約の下で扱われた。また1781年1月10日には、外交部門と外交書記官職を創設された。
1778年、アメリカの外交の端緒として、フランスと軍事および財政で同盟を結んだ。本同盟は、アメリカ独立戦争でのイギリスとの戦いに、フランスさらには、スペインやオランダも巻き込むこととなった。結果、独立戦争は世界戦争へと変化し、イギリスの軍事的な優位性を無効化することとなった。また、ベンジャミン・フランクリン、ジョン・アダムズおよびトーマス・ジェファーソンといった外交官の活躍により、旧世界でのアメリカ独立に対する高い評価を獲得し、創設間もないアメリカ政府の借金が可能となった。1783年のパリ条約により、アメリカ合衆国は大西洋からミシシッピ川にまで広がる国土を得た。

## 孤立主義と「自由の帝国」
独立戦争を経た建国から19世紀末の米西戦争まで、アメリカの外交政策は、旧世界（ヨーロッパ世界）からの孤立と、自由の帝国の確立に注力して行われた。

### 建国初期 1789年-1800年
1789年、アメリカ合衆国議会の第1会期において外交部局が創設された。外交部局は間もなく国務省と名を変え現在に至る。また外交書記官職は国務長官となり、初代長官にフランスから戻ったジェファーソンが就任した。
1793年、フランス革命後にイギリスとフランスとの間に戦争が起こった。イギリスはアメリカの最大の貿易相手国であり、フランスは同盟国であった。アメリカ大統領のジョージ・ワシントンは中立政策を採用した。1795年、ワシントンはイギリスとの戦争回避と商業奨励を同時に図るため、財務長官アレクサンダー・ハミルトンが考案したジェイ条約を支持した。この条約によりアメリカ合衆国とイギリスは友好的な10年間に入った。しかし、ジェファーソンとその党派はこの条約に強く反対もあり、外交政策を巡る論争から国論は割れ、第一政党制の始まりに繋がった。
1796年、ワシントンは大統領からの辞任演説において、特に戦争において外国との関わりを持たないよう勧め、これがアメリカの外交政策の基本になった。
1797年、ジェイ条約に反発したフランスが、公然とアメリカ商船を捕獲する敵対行動を取るようになる。ジョン・アダムズ大統領は、外交での問題収拾のため、フランスに特使を派遣した。しかしフランス外務大臣タレーランは、交渉開始に際して25万ドルの賄賂と1200万ドルの借款を要求した。アメリカ特使はこれを拒絶した。一連の事態XYZ事件が、1798年に議会で報告され、フランスとの同盟破棄さらには宣戦布告なき戦争 擬似戦争（Quasi-War）へと繋がった。疑似戦争に伴い、アメリカ議会は海軍編成案を承認し、アダムスは外国人・治安諸法に署名した。1800年、ナポレオン・ボナパルト政府からの懐柔姿勢もあり、両国は協定を結び疑似戦争は終結した。

### ジェファーソン主義の時代 1800年-1848年
トーマス・ジェファーソンはアメリカを偉大な「自由の帝国」の陰にある力として描いた。これはアメリカ合衆国の共和主義を推進し、イギリス帝国の帝国主義に対抗するものだった。1803年にジェファーソンはナポレオン・ボナパルトと取引して1,500万ドルでルイジアナを買収し、ミシシッピ川より西の広大な土地を付け加えることで国土を2倍にし、ジェファーソン流民主主義で理想とするヨーマン（自作農）のための新しい農場用地が開けた。
ジェファーソン大統領は1807年の通商禁止法でフランスやイギリスとの貿易を禁じたが、その政策は商業的利益の代わりに農業の利益に偏っているものと見られ、特にニューイングランドでは不人気で、イギリスの艦船から受ける酷い待遇を止めることはできなかった。

#### 米英戦争

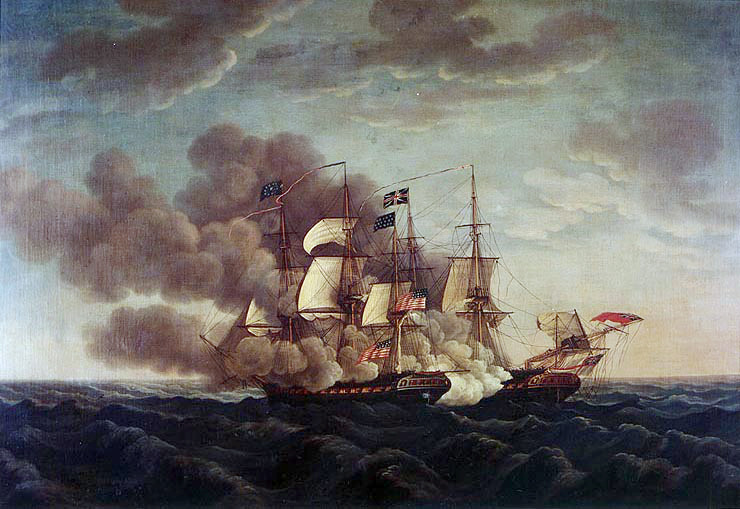
USS コンスティチューションは1812年にイギリスのHMSゲリエールに重要な勝利を挙げたことで評論家を驚かせた。

ジェファーソン支持者達はイギリスを第一等に嫌っていたが、イギリスはアメリカのフランスとの貿易をほとんど妨害し、アメリカ船に乗り込むアメリカ市民の水夫約6,000人を強制徴募した。アメリカの西部ではイギリスに支援される（管理はしていない）インディアンが開拓者達を襲って殺し、中西部（特にオハイオ州、インディアナ州およびミシガン州）の辺境開拓地の拡大を遅らせていた。
1812年、外交努力が破れ、アメリカ合衆国はイギリスに宣戦布告した。米英戦争は両軍ともまずい作戦と軍事的失敗に特徴付けられた。この戦争は1815年のガン条約で終戦となった。両国とも侵略に失敗したので軍事的には手詰まりとなったが、イギリス海軍はアメリカ大西洋岸を封鎖し、その貿易を止めた（イギリス領カナダに入った密貿易は例外だった）。しかしイギリスは主目標だったナポレオンを倒し、一方アメリカはイギリスが支援していた同盟インディアンを倒し、イギリスが中西部にイギリス寄りのインディアンの国を作るという目標を終わらせた。イギリスはアメリカ人水夫の強制徴募を止め、フランス（このときはイギリスの同盟国）との貿易が再開され、戦争の大義は無くなっていた。1815年以降、アメリカとカナダの国境で緊張関係が生じることがあったが、平和的に交易を行い概して良い関係にあった。国境問題も友好的に処理された。アメリカ合衆国もカナダも1815年以降は国民主義が盛り上がり、国としての誇りを持った。アメリカ合衆国はより偉大な民主主義を追求したが、イギリスはカナダでの民主制を遅らせた。

#### ラテンアメリカ
1800年代初期、ラテンアメリカにあったスペイン植民地が次々と独立したことに対応し、アメリカ合衆国は1823年にモンロー主義を打ち出した。この政策はアメリカ大陸におけるヨーロッパ諸国の干渉に反対することを宣言したものであり、後のアメリカ指導者の心に長く続く手本となった。これと同じ頃、「マニフェスト・デスティニー」の原理で加速されたアメリカの拡張主義はインディアン戦争に繋がった。1936年にテキサスがメキシコと戦って独立戦争に勝利したとき、メキシコはその結果を認めようとせず、その領土の再占領を計画した。テキサスは1845年にアメリカ合衆国に加盟し、メキシコとの国境を巡る紛争になった。その地域におけるアメリカ陸軍の偵察隊が米墨戦争を引き起こした。メキシコ軍は対応がまずく、その停戦条約でアメリカ合衆国はカリフォルニアからニューメキシコまでの領土を購入し、テキサスをアメリカ領と認めさせた。オレゴン・カントリーを巡るイギリスと、フロリダを巡るスペインとの小さな論争があったが、オレゴンはイギリスとの分割で、フロリダは買収で落ち着いた。

### 奴隷制
西部領土（アメリカ合衆国議会が管理していた）における奴隷制の問題が大きくなって、アメリカ合衆国は国内を向いた。1850年代半ばまでにホイッグ党が崩壊し、新しく興った共和党が奴隷制の廃止を訴えて北部を支配した。南部は国内または海外（例えば奴隷制領土としてキューバを購入する提案）で奴隷制拡張に与えられた制限に我慢できず、1860年にエイブラハム・リンカーンが大統領に選ばれたのを機に綿花生産州7州が合衆国から脱退してアメリカ連合国を形成した。妥協は成立せず、1861年4月に南北戦争が勃発し、境界に近い4州が連合国に参加した。アメリカ合衆国は連邦の維持のために戦った。リンカーンの指導下で優勢な工業力、財力および人的資源を動員し、南部を封鎖し、ヨーロッパからの干渉を防ぎ、数百に上る流血戦を戦った。1862年までに奴隷制の廃止が戦争の目的になったが、南部は抵抗を続け、1865年に破壊されるまで全面戦争を続けた。レコンストラクション時代（1865年-1877年）は、大いに議論の多い時代であり、南部を統合する為にときには暴力もあり、奴隷を解放して完全な平等の下に国の仕組みの中に入れた。一方でフランスはメキシコを支配下に入れたが、アメリカの脅しに屈してそこを手放した。イギリス（およびカナダ）との関係は緊張があったが、1872年に南北戦争中にイギリスが建造しアメリカ連合国に売った艦船によって蒙ったアメリカ合衆国の損失に対し、イギリスが1,550万ドルを支払うとしたアラバマ要求で和解した。アメリカ合衆国議会は1867年にロシアからアラスカを購入したが、それ以外の国土拡張提案は拒否した。

## 1893年–1914年
1893年初期、ハワイの財界が女王リリウオカラニを退位させベンジャミン・ハリソン大統領にアメリカによる併合を求めた。ハリソンはこれを認めアメリカ合衆国上院にその批准を求めた。しかし次の大統領グロバー・クリーブランドは併合提案を撤回した。それでもハワイにおける革命によって独立したハワイ共和国が作られた。ハワイ共和国は1898年に自発的にアメリカ合衆国に入り、その市民権を得た。

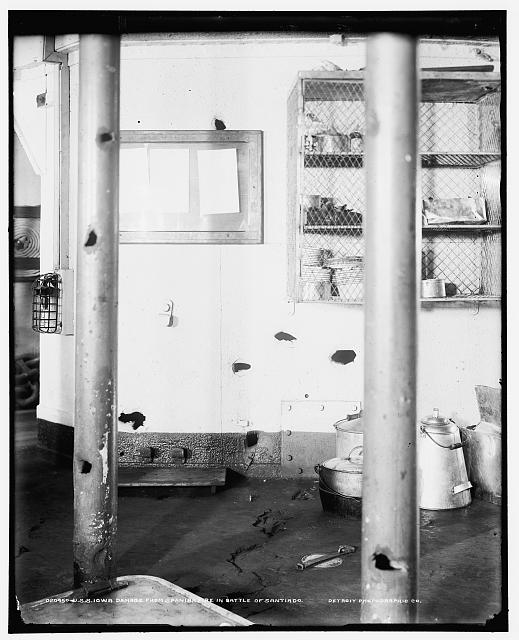
キューバ沖のアメリカ合衆国とスペインの軍艦同士の激しい戦闘で、スペインの戦艦数隻が沈没、座礁した。その後アメリカ海軍の艦長達の間で戦勝の功績争いがあった。サンチアゴの戦いでUSSアイオワは損害を受けたが、沈まなかった。写真は損失を受けた船室

1800年代の終わり近く、アメリカ合衆国は新しい海洋技術を導入して蒸気力駆動の戦艦に強力な武装と鋼製装甲を施させた。その戦艦USSメインがキューバのハバナ港で原因不明で爆発し、イエロー・ジャーナリズムの下で運営される新聞が戦争熱を駆り立て、スペインを戦艦喪失の責任を問うて非難した。1898年4月から7月まで4ヶ月にわたった米西戦争は「スペインの世界帝国を実質的に終わらせる短期間で激しい戦争」だった。アメリカ合衆国はキューバ、プエルトリコ、フィリピンおよびグアムに新しい領土を得た。これがアメリカ合衆国を地域の国から世界の強国へ転換させる契機になった。アメリカ海軍は1880年代に始まっていた近代化計画のお陰で大きな海軍国として浮上し、アルフレッド・セイヤー・マハン艦長の言う海上権力史論を採用した。陸軍は小さいままだったが、セオドア・ルーズベルト政権で近代化路線を認められ、西部に点在していた砦への注力は終わった。米比戦争はフィリピンにおける暴動を短期間で抑圧し、アメリカによる諸島支配が始まった。しかし、1907年までにアジアへの入り口としてのフィリピンに対する興味は薄れ、パナマ運河に対する興味が強くなって、アメリカ合衆国の外交政策はカリブ海に焦点が移った。1904年、ルーズベルトはモンロー・ドクトリンに対するその「ルーズベルト命題」を発表し、西半球におけるラテンアメリカ諸国が民主主義と白人アングロ・サクソン文明の恩恵をもたらすときに無能で不安定である場合はアメリカ合衆国が干渉すると明らかにした。これによってラテンアメリカにおけるヨーロッパの影響力を弱らせ、アメリカ合衆国の地域宗主国としての地位を確立した。
1910年にメキシコ革命が勃発し、半世紀に及んだ国境の平和を終わらせて緊張関係が高まり、メキシコの革命派がアメリカの実業界を脅したので、数十万人の人々が北に逃れた。ウッドロウ・ウィルソン大統領は軍事介入してメキシコを安定させようとしたが失敗した。第一次世界大戦中の1917年に、アメリカがドイツに宣戦布告した場合にメキシコにアメリカに対する宣戦布告を行うよう求める「ツィンメルマン電報」に対してメキシコが拒否した時、両国の関係は安定し、メキシコに対する干渉も無くなった。ニカラグアのような他の小さな国に対する軍事干渉はあったが、1933年にフランクリン・ルーズベルト大統領が「良き隣人」を宣言してそれも終わった。これはそれらの国の専制政治をアメリカに認知させ友好関係を築くことになった。

## 第一次世界大戦 1914年–1920年
現在のアメリカ合衆国の外交政策の大部分はウッドロウ・ウィルソン大統領が決めた。ウィルソンは1913年にホワイトハウスに入る前に外国事情にほとんど興味が無いことを表していた。その重要な助言者は国務長官ではなくて、多くのトップレベル使節として派遣されていたエドワード・ハウス「大佐」だった。1914年に第一次世界大戦が始まったとき、アメリカ合衆国は中立を宣言し、平和の使者として動いた。中立国としての権利を主張して、民間会社や銀行が交戦している双方に物資を売りまたは貸付を行うことを認めさせていた。イギリスがヨーロッパの海岸を封鎖したので、ドイツに物資を売ったり貸付を行うことはほとんどできず、ほとんど連合国に対するものとなった。ウィルソン大統領は、ドイツがアメリカの中立を犯すことを激しく非難した。その最も有名なものが1915年のルシタニア号に対する魚雷攻撃であり、128名のアメリカ市民を殺したが、実際には軍需品を運んでいた可能性があった。ドイツは繰り返し、Uボートによる攻撃を止めることを約束したが、1917年初期にイギリスに無差別潜水艦攻撃を掛けるとした時にそれも難しくなった。ルシタニア号事件の後でウィルソンは国民に参戦の了解を求め、1917年初期に中央同盟国に宣戦布告した。この戦中、アメリカ合衆国は連合国と公式な条約で同盟していたわけではなかったが、軍事協力によって1918年半ばにはアメリカの貢献が重要なものになったことが理解された。ドイツによる春の攻勢が失敗した後、アメリカの新鮮な軍隊がフランスに1日1万名も上陸し、ドイツは望みを絶たれて降伏した。1918年1月に発表されたウィルソンの十四か条の平和原則と共にアメリカ合衆国は、現在に至るまで軍事、外交および情報宣伝で主導権を持ち続けている。

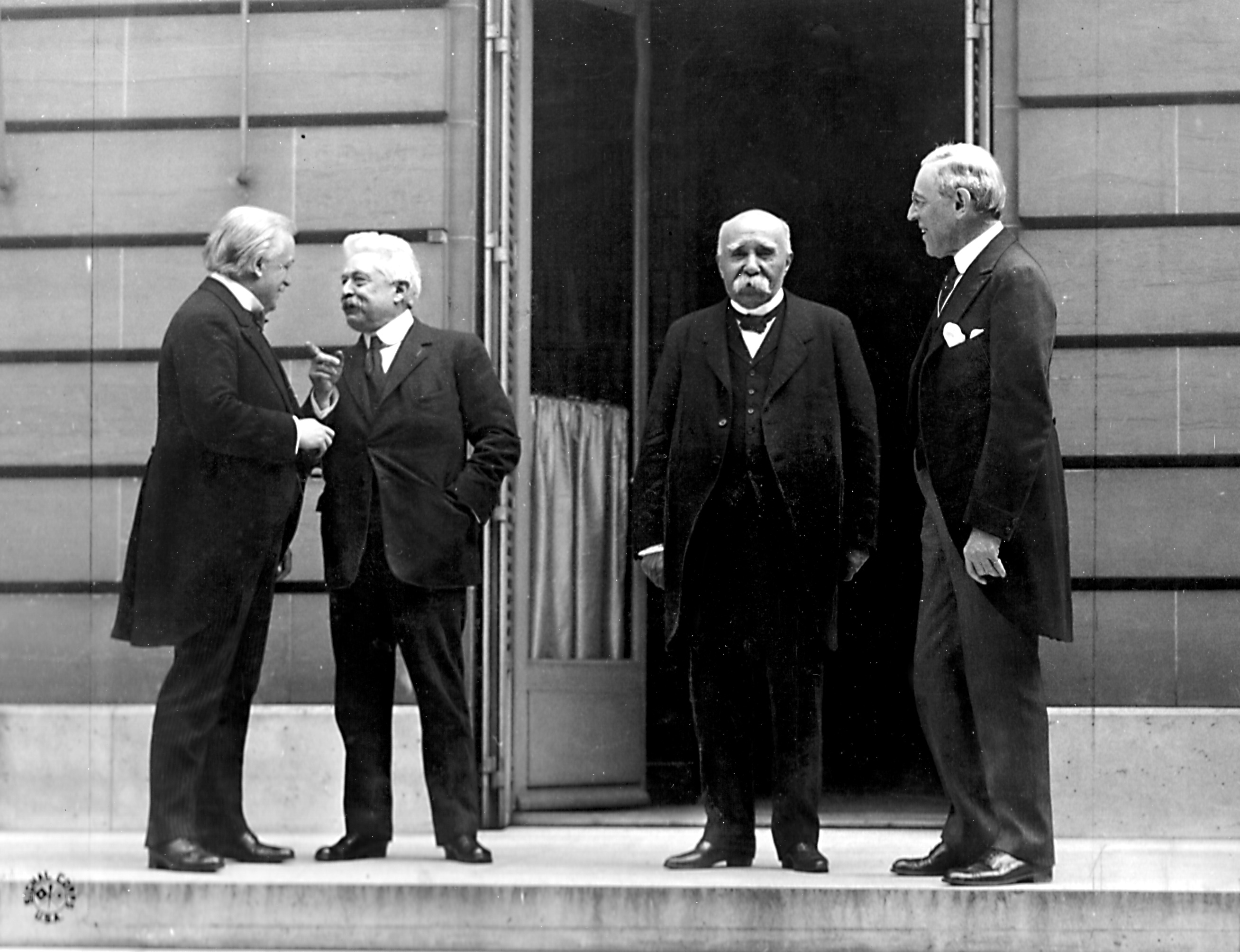
1919年のヴェルサイユ条約交渉に集まった4カ国首脳。左からイギリス首相ロイド・ジョージ、イタリア首相ヴィットーリオ・エマヌエーレ・オルランド、フランス首相ジョルジュ・クレマンソーおよびアメリカ合衆国大統領ウッドロウ・ウィルソン。

1919年、ヴェルサイユでの講和会議でウィルソンはその十四か条の平和原則を実行するために様々な妥協点を模索した。イギリス、フランスおよびイタリアが要求した賠償金請求は認めざるを得なかった。ドイツは連合国が戦争に使った全費用を賠償金として支払うこととされ、屈辱的なやり方で罪を認めさせられた。後世の評論家から見ればあまりに過酷で不公正なものとなるドイツへの制裁だった。ウィルソンは主目的だった国際連盟を成立させた。それは将来起こりうる紛争を大きな戦争になる前に解決させられることが期待された。しかし、ウィルソンは、1918年総選挙後に議会を支配しており、宣戦布告に対する議会の権限を守る改訂を要求していた共和党との相談を拒否していた。アメリカ合衆国上院が外国との条約を批准するためには出席議員の3分の2以上の賛成を要するという規定があり、ヴェサイユ条約も共和党の修正案も通らず、アメリカ合衆国が国際連盟に加盟することは無かった。アメリカ合衆国は様々なヨーロッパ諸国と別の条約を締結した。それでもウィルソンの理想主義と民族自決の要求は世界中の民族主義に影響し、国内にあってはアメリカの庇護の下に民主主義と平和を広げるという「ウィルソン主義」と呼ばれるその理想主義的構想が、それ以降のアメリカ外交政策の多くに大きな影響を残すことになった。実際にはウィルソンの構想が次の大戦後に結実した。

## 第二次世界大戦 1941年–1945年

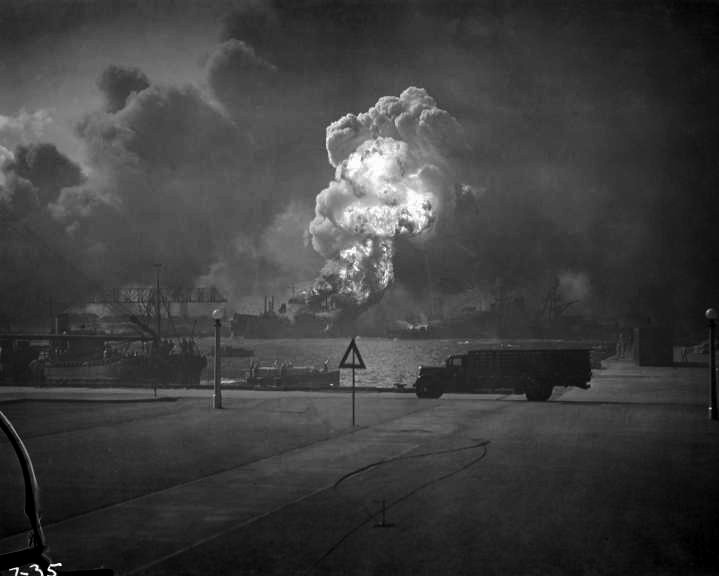
アメリカ合衆国の日本に対する外交政策が、宣戦布告無しにハワイの真珠湾攻撃を決断させることになったか？いずれにしてもそれがアメリカの孤立を終わらせた。

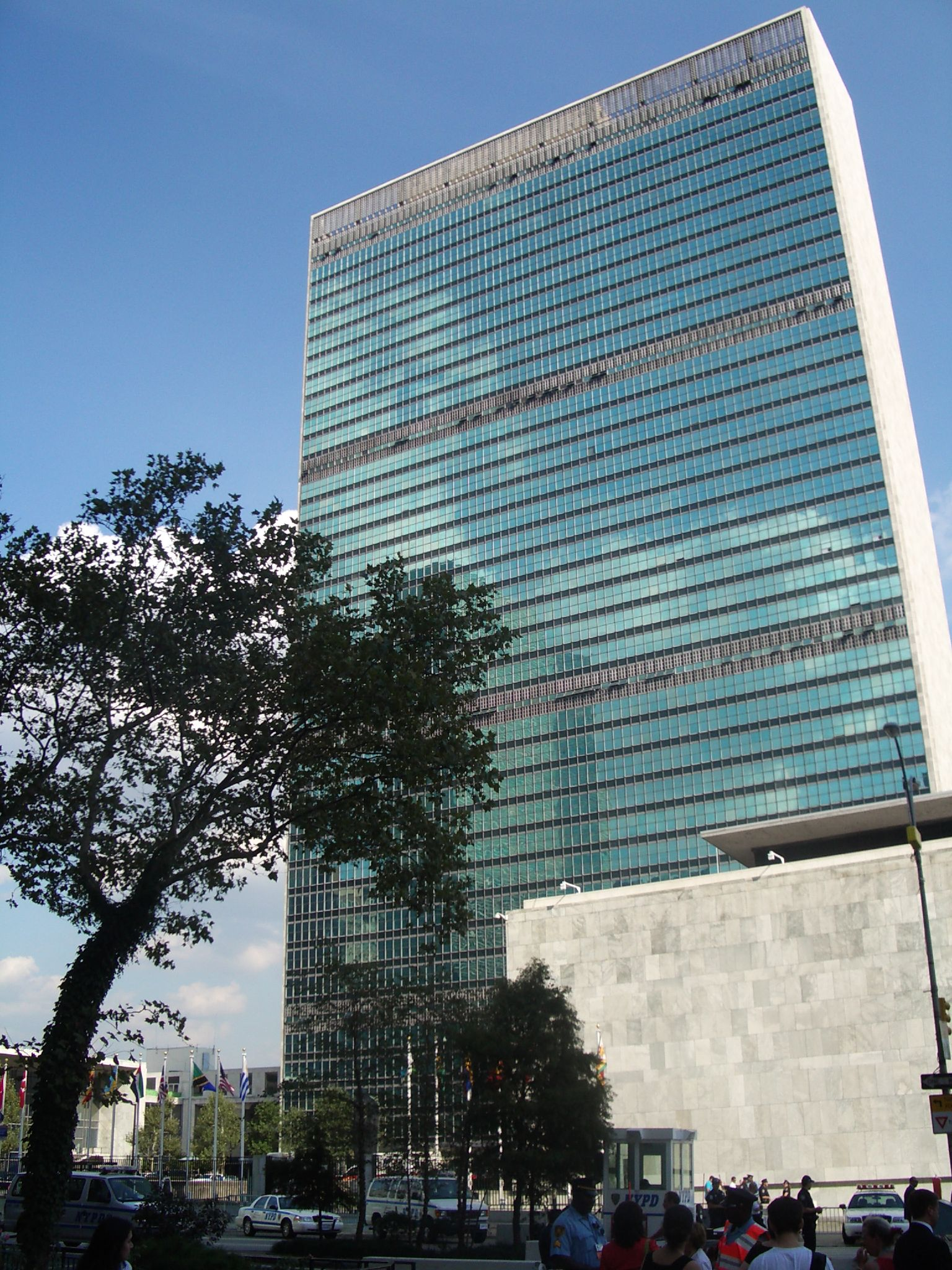
第二次世界大戦後、アメリカ合衆国はニューヨーク市の土地と潤沢な資金を提供して国際連合創設に貢献した。

第二次世界大戦でも第一次のときと同じようなパターンが現れた。ヨーロッパ列強が戦争に突入して、海上封鎖が行われ、アメリカは公式には中立を守った。しかしアメリカはイギリスやその同盟国に肩入れし、結局は参戦することになった。第一次世界大戦の戦債とはことなり、アメリカはレンドリース法と呼ばれる法で連合国に対する大規模な軍事と経済の援助を認めた。戦争資材を生産するためにアメリカの工業は急速に拡張された。日本が1941年12月にハワイの真珠湾を急襲した後で、アメリカはドイツ、日本およびイタリアに公式に宣戦布告した。真珠湾攻撃はアメリカの戦艦艦隊を破壊したが、太平洋戦争でその作戦に効果的に使用した航空母艦は無傷だった。戦中、アメリカは大西洋と太平洋の双方で軍事作戦を展開した。戦後、ヨーロッパとアジアのライバルの国土が荒廃していたのに引き換え、アメリカ合衆国は国内産業への被害が無く、比類ない強国の地位を確保した。さらにソビエト連邦という成長しつつあった強国との直接競争に向かった。ヨーロッパにおける戦争の後始末で、アメリカ合衆国はマーシャル・プランを成立させ、戦災復興のためにヨーロッパの連合国に130億ドルに上る費用を提供した。1945年以降戦間時代を特徴付けた孤立主義は終わりを告げた。
アメリカ合衆国は、サンフランシスコに50カ国代表を集め、国際連合安全保障理事会の4つの常任理事国の1つになることで、国際連合を設立する推進力になった。国際連合のアイディアは諸国間の理解を通じて世界の平和を推進することだった。多くの方法において、それは独立戦争中の連合規約に基づくアメリカ最初の政府の姿に酷似していた。それは資金を構成員政府に頼り、加盟国内の個人には権限が及ばないこととされた。その結果、各国に貢献を強制する難しさがあった。2009年の国際連合予算50億ドルはGDPに基づく複雑な計算式を使って加盟国に割り当てられている。アメリカ合衆国はそのうちの20％を負担した。しかし、国際連合の描く平和構想は、その後の数十年間に世界中の強国による核開発と核実験によって国際構造のバランスが崩れ、危険に曝されることになった。

## 冷戦 1945年–1991年

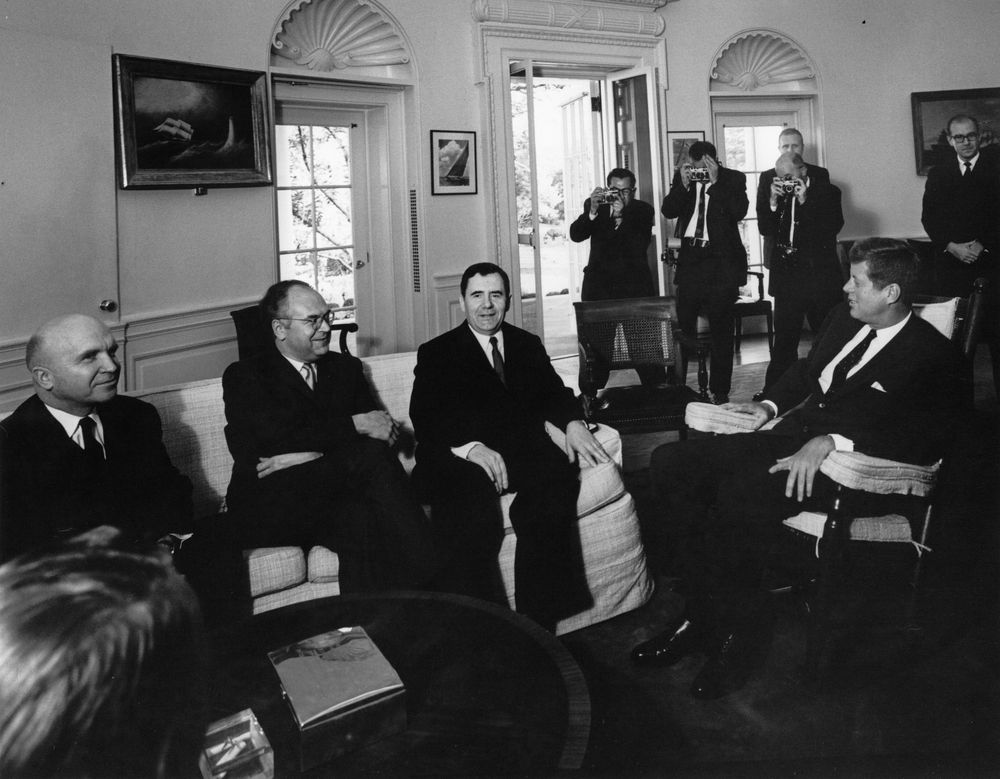
1962年にソビエト連邦外相アンドレイ・グロムイコと会談するアメリカ合衆国大統領ジョン・F・ケネディ。ケネディはキューバへのソビエト・ミサイルの配置を知ったが、この事実を公開しなかった。キューバ危機は第三次世界大戦の危機を予感させたが、平和裏に収拾された。

1940年代半ばより1991年まで、アメリカ合衆国の外国政策は冷戦対応が主となり、国際的な軍隊の駐留とより大きな外交交渉で特徴付けられた。異なるイデオロギーに基づいたライバル強国間には緊張した手詰まり状態があった。世界中の大半の国がアメリカ合衆国とその同盟側かソビエト連邦とその同盟側に着いた。第一次世界大戦の後の孤立主義政策に代わるものを求めたアメリカ合衆国は、その新しい政策を共産主義拡大に対抗する封じ込めと呼んで定義づけた。封じ込め政策はアメリカ合衆国外交官ジョージ・ケナンがマーク・ホルトンと共同して開発し、1947年に書かれたX論文で初めて言及された。ケナンはソビエト連邦を封じ込めを必要とする攻撃的な反西側強国として性格付け、これがその後の数十年間アメリカ合衆国の外国政策を形作るものになった。封じ込めの考え方は、ソビエト連邦が核兵器を使わないにしろ、軍事力を行使したときに対応するものだった。封じ込め政策は、アメリカ合衆国とソビエト連邦の間のイデオロギー論争が政治を支配する二極化したゼロサム世界を作り出した。両陣営の反目や各国が安全保障を求めたために、両国が地球規模で軍事、文化および影響力の優越性を競ったので、二国間に激しい世界規模の競争が繰り広げられた。
冷戦は、地球規模の戦争は無かったものの、地域的代理戦争が続いたことで特徴付けられる。すなわち、アメリカ合衆国とソビエト連邦の属国や代理国の間の戦争が行われた。朝鮮戦争、イラン政府の転覆、ベトナム戦争、中東の六日戦とヨム・キプル戦争がこの例であり、後にはアフガニスタンの反ソビエト勢力ムジャーヒディーンに対する援助（サイクロン作戦）があった。外交面では北大西洋条約機構（NATO）の設立と、中華人民共和国とのデタントの開始があった。この期間、アメリカ合衆国には成功も失敗もあった。1980年代には、ロナルド・レーガン大統領が指導した大規模な軍備拡張計画の下で、レーガンとソビエト連邦指導者ミハイル・ゴルバチョフとの間の外交努力もあり、雪解けが訪れ、ソビエト連邦はグラスノスチ（情報公開）政策の下でその崩壊に繋がった。

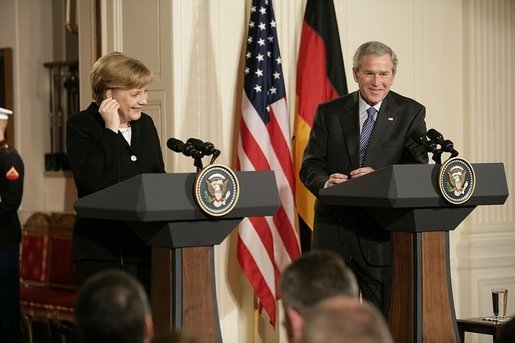
ドイツ首相アンゲラ・メルケルとアメリカ合衆国大統領ジョージ・W・ブッシュ

1991年のソビエト連邦崩壊の時までに、アメリカ合衆国は地球規模のあらゆる領域で軍事と経済の利権を持っていた。1992年3月、「ニューヨーク・タイムズ」によって、アメリカ国防総省のポール・ウォルフォウィッツとルイス・リビーの二人を主要な著者とする「国防政策指導書」の一部が暴露された。この文書では冷戦後のアメリカ合衆国外交政策を導く枠組みを表していた。

## 1992年–現在
ソビエト連邦が別々の国々に分かれたこと、およびロシアという国が再登場したことで、世界のアメリカ合衆国寄り、ソビエト連邦寄りという同盟関係が崩れた。これに代わって気候変動や核テロリズムといった異なる問題が浮上した。イラクのサッダーム・フセインのような地域的実力者かつ専制者が1991年に小国のクウェートを突然侵略して平和を破った。ジョージ・H・W・ブッシュ大統領は同盟国と中東強国との連携を取り、侵略軍を追い出したが、イラクに侵攻しフセインを捕まえるのは思い留まった。その結果、フセインはその後の12年間思い通りに振舞った。湾岸戦争の後、ズビグネフ・ブレジンスキーのような多くの学者は、アメリカ合衆国の外交政策に新しい戦略構想が欠けており、その結果多くの外交努力を行う機会を逃していると指摘した。1990年代、アメリカ合衆国は冷戦時代の防衛予算、すなわちGDP比6.5％とほとんど同じまで外交政策予算を戻し、一方ビル・クリントン大統領指導下で国内経済の繁栄に焦点を当てて、1999年と2000年には財政黒字を達成した。また元ユーゴスラビアでの民族紛争には国連平和維持軍として介入し、平和維持者としての役目を果たした。
経済繁栄の10年間は、2001年9月11日、ニューヨーク市のワールドトレードセンターへの攻撃で終わった。武装組織アルカーイダに属するテロリストによるこの凶行はアメリカ合衆国を全国的な喪につかせ、外交政策のパラダイムシフトを促した。1990年代の国内繁栄に宛てられていた焦点は、ジョージ・W・ブッシュ大統領の下で単独主導路線に転換し、中東における原理主義者の拡大するテロと見られるものに対する闘争になった。アメリカ合衆国は「対テロ戦争」を宣言した。この政策が直近10年間の外交政策を支配し、中東のアフガニスタンとイラクに対する軍事作戦行動を始めた。双方の作戦、特にアフガニスタンでは国際的な支援を得たが、その規模と期間によって同盟国の動機が薄れてきた。さらにイラクを占領したものの大量破壊兵器が発見されなかったために、テロを防ぐ為に戦われた戦争に世界的な懐疑心が生じ、イラク戦争を継続することでアメリカ合衆国のイメージについて深刻な否定的影響を与えてきた。
ここ数年の大きな変化は、世界の二極構造から多極化に進んでいることである。アメリカ合衆国は相変わらず経済と軍事で強国であるが、BRICS（ブラジル、ロシア、インド、中国、南アフリカ）が、その一極支配に挑戦している。ニーナ・ハーシガンのような外交政策分析家は、6つの新興強国が共通の関心を分け合うと主張している。つまり自由貿易、経済成長、テロの防止、核拡散の防止である。戦争を避けられるならば、次の十年間は誤解と危険な競争が無い限り、平和で生産的でありうる。
バラク・オバマ大統領はその最初のテレビ会見で、アラビア語衛星テレビを通じてイスラム教世界に向けた演説を行い、前政権で壊れた関係の修復に取り組む姿勢を表明した。オバマ政権になってもなおアメリカ合衆国の外交政策は、イスラム教世界のその主要な同盟国であるパキスタンを含め刺激し続けている。
アメリカ合衆国に残る深刻な問題は、宗教的憎しみやアラブ諸国のイスラエルに対する敵意で悪化し続けている。核拡散の危険性は、核兵器を造ることを主張して国際社会を公然と愚弄するイランや北朝鮮のような国々で明らかになっている。気候変動のような重要な問題は多くの国家政府の協業を要求しており、時には大変な決断と外交努力が必要になる。核テロリズムの脅威は、9.11以降大きな事件は起こっていないもののまだ続いている。